# Port lotniczy Nampula
Port lotniczy Nampula (port. Aeroporto Beira) (IATA: APL, ICAO: FQNP) – port lotniczy zlokalizowany w Nampula, w Mozambiku.

## Linie lotnicze i połączenia
| Linia Lotnicza          | Kierunek                                               |
| ----------------------- | ------------------------------------------------------ |
| Airlink                 | 1. Johannesburg                                        |
| Kenya Airways           | 1. Nairobi                                             |
| LAM Mozambique Airlines | 1. Beira 2. Johannesburg 3. Lichinga 4. Maputo 5. Tete |
| Malawi Airlines         | 1. Blantyre 2. Lilongwe                                |